# Unocal Corporation
Union Oil Company of California, abreviatura Unocal es una empresa desaparecida que fue un gran explorador de petróleo y comercializador en el siglo XIX, a través del siglo XX, y en el siglo XXI. Tenía su sede en El Segundo, California, Estados Unidos.
Unocal estaba involucrado en proyectos de energía nacionales y mundiales. Unocal fue uno de los jugadores clave en el consorcio CentGas, que intentaron construir el Oleoducto Trans-Afganistán para ejecutarse desde la zona del Caspio, a través de Afganistán, hasta el Océano Índico, un tiempo después del reciente asedio talibán de Kabul en 1996.
El 10 de agosto de 2005, Unocal se fusionó con Chevron Corporation y se convirtió en una propiedad Filial en su totalidad. Unocal Ahora ha dejado de operar como una compañía independiente, pero sigue para llevar a cabo muchas operaciones como Union Oil Company of California, a Chevron company.

## Historia
Fue fundada en 1890 como el nombre de la Union Oil Company de California. Unocal también se conoce como Unocal 76. Unión 76 no pertenecen a la empresa, que fue vendida a ConocoPhillips.
En abril de 2005, el grupo ha sido objeto de una Oferta Pública de Adquisición por su compatriota ChevronTexaco a continuación, la petrolera china CNOOC en junio de 2005.
A pesar de una oferta de $ 18.5 mil millones, mayor que la ChevronTexaco, Unocal finalmente accedió a su compatriota el 19 de julio de 2005.
La CNOOC ha renunciado a hacer un debate político en torno a la toma de control de una empresa de energía de Estados Unidos por una empresa china: la fusión fue el resultado del proteccionismo, George W Bush ha invocado razones de seguridad nacional para rechazar la petrolera china.

## Algunos dosieres relacionados
- En Birmania, Unocal se asoció inicialmente con Total para la construcción del gasoducto. Bajo la presión de varios grupos americanos de defensa de los derechos humanos, Unocal se retiró del proyecto.

- En Afganistán, el expresidente de Afganistán Hamid Karzai (2001-2014) fue asesor de Unocal, según la información de registro Le Monde. Esta información se incluyó en la película Fahrenheit 9/11 de Michael Moore, palme d'or del festival de Cannes 2004 y en la página de internet de Michel Collon.[4]